# جاي جاي دانييل
جاي جاي دانييل (بالإنجليزية: Jaquelin James Daniel)‏ هو محامي وشخصية أعمال أمريكي، ولد في 22 سبتمبر 1916 في جاكسونفيل في الولايات المتحدة، وتوفي بنفس المكان في 7 أغسطس 1990.